# Chung kết Cúp EFL 2020
Trận Chung kết Cúp EFL 2020 là trận chung kết của Cúp EFL 2019-20 được diễn ra tại Sân vận động Wembley ở London, Anh, vào ngày 1 tháng 3 năm 2020, và được tranh tài giữa Aston Villa và Manchester City. Đây là trận chung kết EFL Cup đầu tiên của Villa kể từ năm 2010, đồng thời là trận chung kết EFL Cup thứ ba liên tiếp của Man City và là thứ năm trong bảy mùa giải qua.
Man City đã thắng trận 2-1 để giành chức vô địch lần thứ ba liên tiếp. Với tư cách là người chiến thắng, họ lẽ ra đã vào vòng loại thứ hai của UEFA Europa League 2020–21, nhưng thay vào đó họ đã vào vòng bảng UEFA Champions League 2020–21 do về nhì ở Premier League 2019–20. Mặc dù ban đầu họ đã bị UEFA cấm tham gia tất cả các giải đấu cấp câu lạc bộ của UEFA trong các mùa giải 2020–21 và 2021–22 do vi phạm Luật Công bằng tài chính, quyết định đang chờ kháng cáo lên Tòa án Trọng tài Thể thao, và bị hủy bỏ vào ngày 13 tháng 7 năm 2020.

## Đường đến trận chung kết

### Aston Villa
| Vòng                                    | Đối thủ                     | Tỉ số |
| --------------------------------------- | --------------------------- | ----- |
| 2                                       | Crewe Alexandra (A)         | 6–1   |
| 3                                       | Brighton & Hove Albion (A)  | 3–1   |
| 4                                       | Wolverhampton Wanderers (H) | 2–1   |
| TK                                      | Liverpool (H)               | 5–0   |
| BK                                      | Leicester City (A)          | 1–1   |
| BK                                      | Leicester City (H)          | 2–1   |
| Ghi chú: (H) = Sân nhà; (A) = Sân khách |                             |       |

Aston Villa, với tư cách là đội bóng thi đấu ở Premier League không tham gia thi đấu cúp châu Âu, bắt đầu ở vòng 2, nơi họ gặp câu lạc bộ thi đấu ở EFL League Two là Crewe Alexandra trên sân khách. Tại Gresty Road, Aston Villa giành chiến thắng 6–1 nhờ cú đúp của Conor Hourihane cũng như các bàn thắng của Ezri Konsa, Keinan Davis, Frederic Guilbert và Jack Grealish. Ở vòng 3, họ làm khách trước đội bóng thi đấu ở Premier League là Brighton & Hove Albion trên Sân vận động Falmer. Villa thắng 3–1 nhờ các bàn thắng của Jota, Hourihane và Grealish. Ở vòng 4, họ cầm hòa đội bóng thi đấu ở Premier League  là Wolverhampton Wanderers trên sân nhà. Tại Villa Park, họ giành chiến thắng 2-1 nhờ các bàn thắng của Anwar El Ghazi và Ahmed Elmohamady.
Ở vòng tứ kết, họ đấu với đội bóng thi đấu ở Premier League và là nhà vô địch châu Âu Liverpool tại Villa Park. Do Liverpool tham dự FIFA Club World Cup 2019 tại Qatar ngay sau đó, họ tung vào sân đội hình thiếu kinh nghiệm và là đội hình trẻ nhất từ trước đến nay của câu lạc bộ, trong khi Villa thực hiện 10 sự thay đổi trong khi vẫn sử dụng hầu hết các cầu thủ chất lượng cao. Villa thắng 5–0 nhờ các bàn thắng của Hourihane, cú đúp của Jonathan Kodjia, Wesley và một bàn phản lưới nhà của Morgan Boyes. Ở trận bán kết hai lượt, họ gặp đội bóng thi đấu ở Premier League là Leicester City. Sau trận hòa 1-1 ở trận lượt đi làm khách tại Sân vận động King Power, Villa đã lọt vào trận chung kết sau chiến thắng 2-1 trong trận lượt về tại Villa Park với các bàn thắng của Matt Targett và bàn thắng ở phút thứ 93 của Trézéguet để hoàn thành tổng tỷ số 3–2 chung cuộc.

### Manchester City
| Vòng                                    | Đối thủ               | Tỉ số |
| --------------------------------------- | --------------------- | ----- |
| 3                                       | Preston North End (A) | 3–0   |
| 4                                       | Southampton (H)       | 3–1   |
| QF                                      | Oxford United (A)     | 3–1   |
| SF                                      | Manchester United (A) | 3–1   |
| SF                                      | Manchester United (H) | 0–1   |
| Ghi chú: (H) = Sân nhà; (A) = Sân khách |                       |       |

Đương kim vô địch Cúp EFL Manchester City, với tư cách là đội bóng thi đấu ở Premier League tham dự UEFA Champions League 2019–20, bắt đầu thi đấu ở vòng 3. Họ lần đầu tiên bị cầm hòa trước đội bóng thi đấu tại EFL Championship là Preston North End. Tại Deepdale, Man City thắng 3–0 nhờ các bàn thắng của Raheem Sterling, Gabriel Jesus và bàn phản lưới nhà của Ryan Ledson. Ở vòng 4, họ cầm hòa đội bóng thi đấu ở Premier League là Southampton trên sân nhà. Tại sân vận động Etihad, họ giành chiến thắng 3-1 với hai cú đúp của Sergio Agüero và một bàn của Nicolás Otamendi.
Ở trận tứ kết, họ gặp đội bóng thi đấu ở League One là Oxford United trên sân khách Kassam. Man City giành chiến thắng 3–1 với cú đúp của Sterling và một bàn thắng của João Cancelo. Ở trận bán kết hai lượt, họ gặp đối thủ cùng thành phố Manchester United. Man City đã giành chiến thắng 3–1 ở trận lượt đi tại Old Trafford, với các bàn thắng của Bernardo Silva, Riyad Mahrez và bàn phản lưới nhà của Andreas Pereira. Mặc dù thua 0-1 trên sân nhà ở trận lượt về, họ vẫn lọt vào trận chung kết với tỷ số chung cuộc 3–2. Man City tìm cách bảo vệ Cúp EFL lần thứ 3 liên tiếp và giành được danh hiệu lần thứ 7 của đội bóng.

## Trận đấu

### Chi tiết
| Aston Villa   | 1–2      | Manchester City          |
| ------------- | -------- | ------------------------ |
| - Samatta 41' | Chi tiết | - Agüero 20' - Rodri 30' |

| Aston Villa | Manchester City |

| GK          | 25 | Ørjan Nyland      |       |     |
| RB          | 24 | Frédéric Guilbert |       |     |
| CB          | 22 | Björn Engels      |       |     |
| CB          | 40 | Tyrone Mings      | 90+2' |     |
| LB          | 18 | Matt Targett      |       |     |
| CM          | 6  | Douglas Luiz      |       |     |
| CM          | 11 | Marvelous Nakamba | 72'   |     |
| RW          | 27 | Ahmed Elmohamady  | 68'   | 70' |
| AM          | 10 | Jack Grealish (c) |       |     |
| LW          | 21 | Anwar El Ghazi    |       | 70' |
| CF          | 20 | Mbwana Samatta    |       | 80' |
| Dự bị:      |    |                   |       |     |
| GK          | 29 | Pepe Reina        |       |     |
| DF          | 3  | Neil Taylor       |       |     |
| DF          | 15 | Ezri Konsa        |       |     |
| MF          | 8  | Henri Lansbury    |       |     |
| MF          | 14 | Conor Hourihane   |       | 70' |
| MF          | 17 | Trézéguet         |       | 70' |
| FW          | 39 | Keinan Davis      |       | 80' |
| HLV trưởng: |    |                   |       |     |
| Dean Smith  |    |                   |       |     |

| GK            | 1  | Claudio Bravo       |     |     |
| RB            | 2  | Kyle Walker         |     |     |
| CB            | 5  | John Stones         |     |     |
| CB            | 25 | Fernandinho         |     |     |
| LB            | 11 | Oleksandr Zinchenko |     |     |
| CM            | 8  | İlkay Gündoğan      |     | 58' |
| CM            | 16 | Rodri               | 60' |     |
| RM            | 47 | Phil Foden          |     |     |
| AM            | 21 | David Silva (c)     |     | 77' |
| LM            | 7  | Raheem Sterling     | 57' |     |
| CF            | 10 | Sergio Agüero       |     | 84' |
| Dự bị:        |    |                     |     |     |
| GK            | 31 | Ederson             |     |     |
| DF            | 22 | Benjamin Mendy      |     |     |
| DF            | 30 | Nicolás Otamendi    |     |     |
| MF            | 17 | Kevin De Bruyne     |     | 58' |
| MF            | 20 | Bernardo Silva      |     | 77' |
| MF            | 26 | Riyad Mahrez        |     |     |
| FW            | 9  | Gabriel Jesus       |     | 84' |
| HLV trưởng:   |    |                     |     |     |
| Pep Guardiola |    |                     |     |     |

| Cầu thủ xuất sắc nhất trận đấu: Phil Foden (Manchester City) Trợ lý trọng tài: Ian Hussin (Liverpool) Harry Lennard (Sussex) Trọng tài bàn: David Coote (Nottinghamshire) Trợ lý trọng tài dự bị: Nick Hopton (Derbyshire) Trợ lý trọng tài video: Mike Dean (Cheshire) Trợ lý trọng tài video: Neil Davies (London) | Quy định trận đấu: - 90 phút thi đấu - 30 phút hiệp phụ nếu tỷ số hoà - Loạt sút luân lưu nếu tỷ số vẫn hoà - Cầu thủ dự bị là 7 người - Tối đa thay 3 người trong hai hiệp chính và được thêm cầu thủ thứ 4 ở hiệp phụ |